# Aricidea crassicapitis
Aricidea crassicapitis är en ringmaskart som beskrevs av Fauchald 1972. Aricidea crassicapitis ingår i släktet Aricidea och familjen Paraonidae. Inga underarter finns listade i Catalogue of Life.